# Kalajaśas
Kalajaśas (ur. 383, zm. 442, skt Kālayaśas, chiń. 畺良耶舍) – jeden z wczesnych misjonarzy indyjskich i tłumacz, działający w Chinach.
Pochodził z Indii i był znawcą takich nauk jak winaja oraz abhidharma. Szczególnie interesował się medytacją. W 424 roku przybył do miasta Jianye (建業) - jest to dzisiejsze miasto Nankin. Zatrzymał się w klasztorze Daolin (道林寺) zwanym także Zhizhong (止中寺), który znajdował się na górze Purpurowego Złota, znanej także jako Zhong shan (鍾山).
Przetłumaczył:
- Amitāyurdhyānasūtra (Sutra wizualizacji buddy Niekończącego się Życia)

W 442 odwiedził kilka rejonów prowincji Syczuan, gdzie propagował i nauczał Dharmy. Zmarł jednak w tym samym roku.